# 耶路撒冷圣地模型
31°46′24″N 35°12′08″E / 31.7732°N 35.2023°E

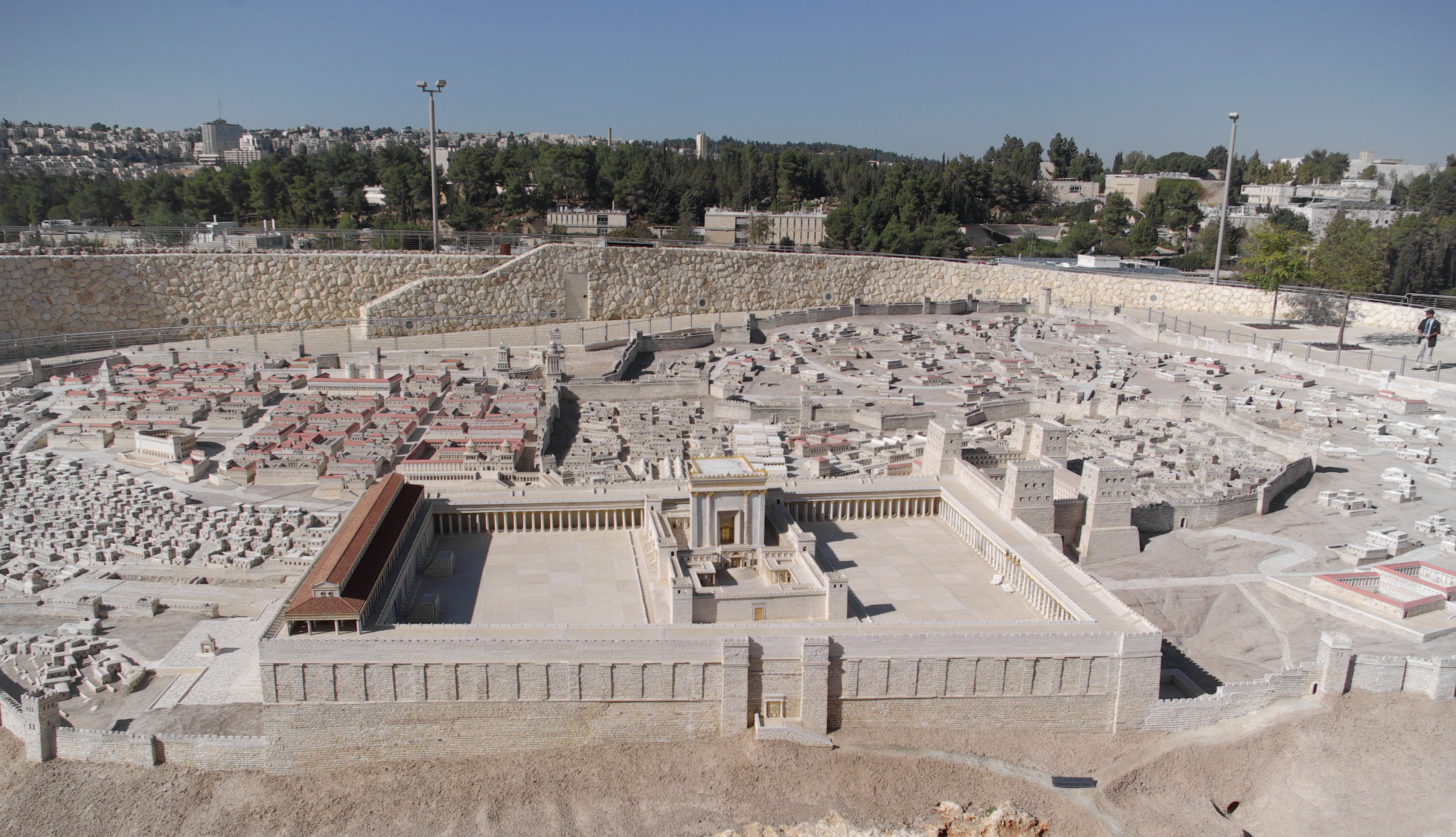
第二圣殿时期耶路撒冷模型，以色列博物馆

耶路撒冷圣地模型是第二圣殿后期耶路撒冷城的一个1:50比例模型。该模型原来位于耶路撒冷的圣地酒店，2006年6月迁往以色列博物馆新址。

## 历史

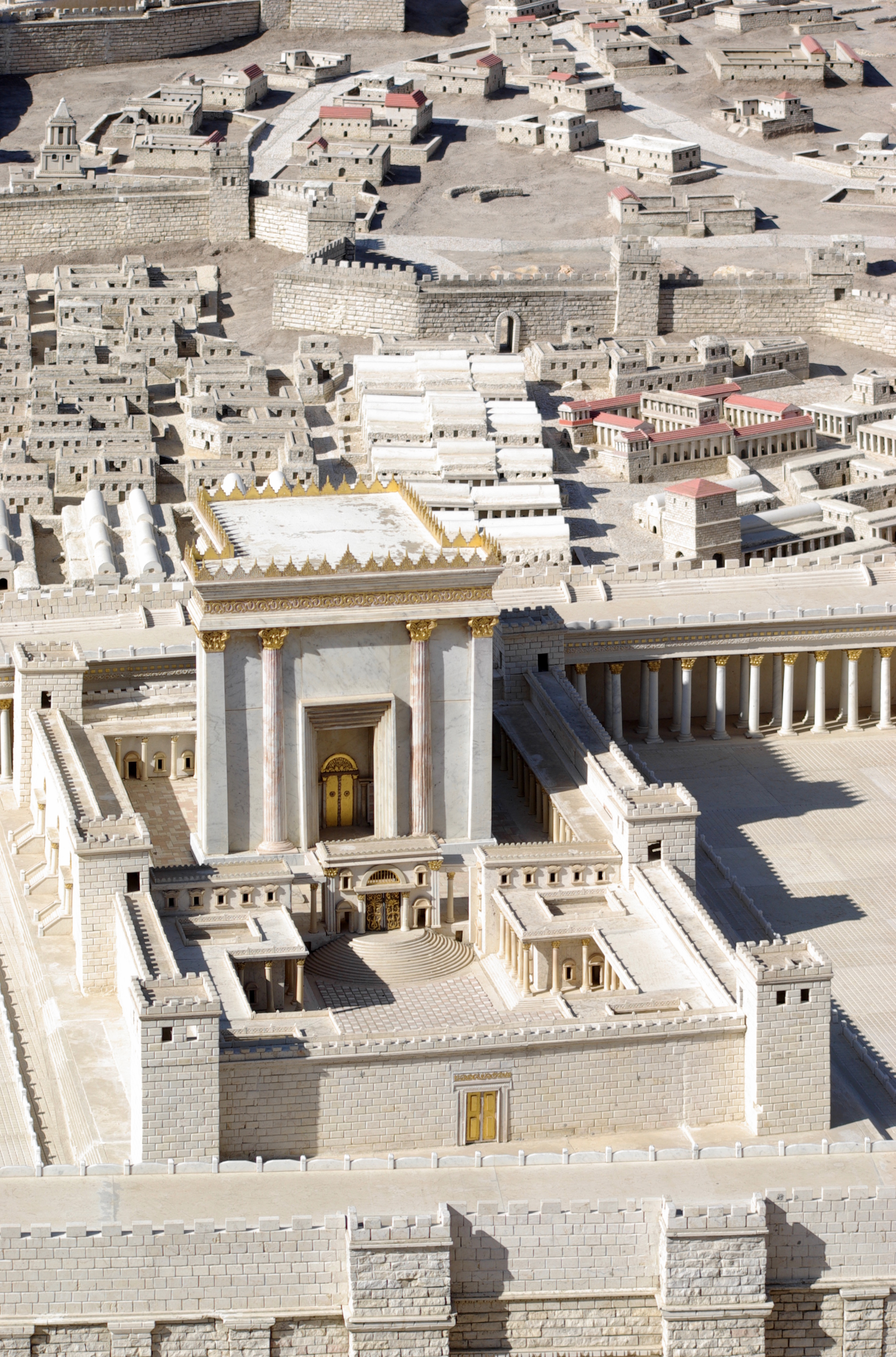
在圣地酒店的希律圣殿模型于1998年

该模型测量2000平方米，1966年由圣地酒店的老板汉斯·克洛赫委任，以纪念他的儿子雅各，一位在1948年以色列独立战争中战死的以色列国防军士兵。该模型由以色列历史学家、地理学家迈克尔·阿维·约拿根据弗拉維奧·約瑟夫斯的著作和其他历史文献设计。该模型包括希律圣殿的副本。从1974年起，约拉姆·塔萨菲尔监督了耶路撒冷的圣地模型。
2006年，该模型迁往以色列博物馆比利·罗斯雕塑园的南部边缘。为了迁移，该模型被锯成1,000件，后来重组，花费350万美元。